# Министерство иностранных дел Литвы
Министе́рство иностра́нных дел Лито́вской Респу́блики (лит. Lietuvos Respublikos užsienio reikalų ministerija) — орган исполнительной власти, осуществляющий государственное управление в области отношений Литовской Республики с иностранными государствами и международными организациями.

## Министры
Министр иностранных дел — министерский пост в правительстве Литвы, глава Министерства иностранных дел, который участвует в формировании внешней политики Литвы и представляет интересы Литвы и её граждан, защищает их права.
4 ноября 1918 года вскоре после того, как Литва восстановила свою независимость, Министерство иностранных дел Литвы было открыто.
Министр иностранных дел с 12 декабря 2024 года — Кястутис Будрис.

## Министры с 1918 по 1940 годы
- Аугустинас Вольдемарас — (11 ноября 1918 — 19 июня 1920);
- Юозас Пурицкис — (19 июня 1920 — 10 декабря 1921);
- Пятрас Климас[1] — (20—31 декабря 1921);
- Владас Юргутис — (2 января — 28 сентября 1922);
- Эрнестас Галванаускас — (28 сентября 1922 — 18 июня 1924);
- Вольдемарас Витаутас Карнекис — (18 июня 1924 — 4 февраля 1925);
- Мечисловас Рейнис — (4 февраля 1925 — 20 апреля 1926);
- Ляонас Бистрас — (21 апреля — 15 июня 1926);
- Миколас Слежявичюс — (15 июня — 17 декабря 1926);
- Аугустинас Вольдемарас — (17 декабря 1926 — 23 сентября 1929);
- Юозас Тубялис — (23 сентября — 7 ноября 1929);
- Довас Заунюс — (8 ноября 1929 — 12 июня 1934);
- Стасис Лозорайтис — (12 июня 1934 — 5 декабря 1938);
- Юозас Урбшис — (5 декабря 1938 — 15 июня 1940);
- Винцас Креве-Мицкевичюс — (15 июня — 15 июля 1940).

## Народные комиссары, министры иностранных дел Литовской ССР
- Повилас Ротомскис — (1944—1949);
- Игнас Гашка — (1949—1959);
- Казис Прейкшас — (1959—1961);
- Леокадия Диржинскайте-Пилюшенко — (1961—1976);
- Александрас Чеснавичюс — (1976);
- Витаутас Зенкявичюс — (1977—1987);
- Владисловас Микучяускас — (1987—1990).

## Министры иностранных дел Литвы с 1990 года
- Альгирдас Саударгас — (24 марта 1990 — 12 декабря 1992);
- Повилас Гилис — (12 декабря 1992 — 4 декабря 1996);
- Альгирдас Саударгас — (4 декабря 1996 — 30 октября 2000);
- Анатанас Валионис — (30 октября 2000 — 18 июля 2006);
- Пятрас Вайтекунас — (18 июля 2006 — 9 декабря 2008);
- Вигаудас Ушацкас — (9 декабря 2008 — 11 февраля 2010);
- Аудронюс Ажубалис — (11 февраля 2010 — 13 декабря 2012);
- Линас Линкявичюс — (13 декабря 2012 — 11 декабря 2020);
- Габриэлюс Ландсбергис — (11 декабря 2020 — 12 декабря 2024);
- Кястутис Будрис (12 декабря 2024 — н. в.).